# Fort Pienc
El Fort Pienc és un barri de la ciutat de Barcelona inclòs al districte de l'Eixample. Abasta l'àrea delimitada per un perímetre que discorre per l'avinguda Diagonal (des del carrer de Nàpols fins a la Plaça de les Glòries Catalanes), l'avinguda Meridiana, el carrer dels Almogàvers, el carrer de Roger de Flor (només una illa), l'avinguda de Vilanova (només una illa), el Passeig de Sant Joan, la Gran Via de les Corts Catalanes i el carrer de Nàpols fins a la Diagonal. El barri està situat al voltant d'on hi havia l'antic fort militar anomenat Fort Pius (en homenatge a Francesco Pio di Savoia, marquès de Castel Rodrigo i capità general de Catalunya).

## Història
Fins a mitjans del segle xix, existia una llei que impedia construir habitatges a menys d'una certa distància de les muralles. El pla on actualment s'assenta el barri estava ocupat només per infraestructures de la mateixa ciutat com la carretera a Horta (se'n conserva el traçat a l'illa Ausiàs Marc - Nàpols - Alí Bei - Roger de Flor), el carrer de Ribes (encara se'n conserva el traçat) o el col·lector del Bogatell (que recollia les aigües interceptades pel tros més septentrional de la muralla). La història del Fort Pienc doncs, comença amb l'enderrocament definitiu de les muralles i l'aprovació del Pla d'Eixample el 1859, obra d'Ildefons Cerdà.
El barri tenia bones perspectives per créixer a causa del desplaçament de la centralitat cap a l'actual Plaça de les Glòries que proposava Cerdà. Ben aviat, començaren a construir-se les primeres edificacions i també noves infraestructures que caracteritzarien el barri, com les línies de ferrocarril i l'estació del Nord.
Aquesta estació ferroviària, construïda el 1861, era el punt d'arribada dels trens de la línia de Lleida. La façana era d'estil neoclàssic i l'estació va ser ampliada el 1910 amb la construcció de la gran coberta amb estructura metàl·lica. L'accés principal, construït més tard, és obra de Demetri Ribes. Actualment alberga un gimnàs municipal. L'Estació del Nord ha estat durant molts anys el centre neuràlgic d'aquest barri molt freqüentat pels transportistes.
El barri va haver de conviure amb nombroses vies de ferrocarril. A part de les línies que discorren per l'actual carrer d'Aragó, les que van per les actuals avinguda de Vilanova i Meridiana i les que pugen des de l'estació de França a l'actual Plaça de les Glòries, també existien extenses platges de vies, estacions de mercaderies i tallers ferroviaris on actualment hi ha el Parc de l'Estació del Nord, el camp de futbol Fort Pienc i l'Auditori. Per sort, el barri no estava del tot aïllat amb la connexió que encara quedava amb el centre i els ponts, com el Pont de Marina, una impressionant estructura d'arcs poc peraltats que salvava l'antiga platja de vies d'entrada a l'estació del Nord (i també l'actual calaix del ferrocarril) amb 4 trams d'uns 35 metres de llum i 25 d'amplada. El pont va propiciar també l'aparició d'un focus important de prostitució a la ciutat, focus que amb els anys anà traslladant-se a la part alta del carrer Wellington i que amb l'arribada del tramvia s'ha consolidat a la part baixa del carrer Sardenya.
La velocitat de creixement del barri es va veure una mica frenada pel fet que les xarxes de serveis urbans (sanejament, aigua potable...), sempre interconnectades aprofitaven la connexió entre Barcelona i Gràcia per l'actual Passeig de Gràcia per ramificar-se.
Tanmateix, l'arribada del metro Transversal, Marina fou durant molts anys final de línia, i l'impressionant augment de població que va patir Barcelona durant els primers cent anys de l'Eixample van acabar de consolidar el barri.
Arran de la llei d'ordenació municipal de 1980, la zona compresa entre el parc de la Ciutadella i l'Estació del Nord va passar a pertànyer al districte de Sant Martí. El barri va quedar dividit i va patir uns anys d'oblit per part de les institucions i poques actuacions urbanístiques.
Durant la febre olímpica el barri va ser àmpliament remodelat. L'estació del Nord es trobava abandonada, juntament amb les seves dependències i tot l'espai que havia ocupat la seva platja de vies entre els carrers Alí Bei, Almogàvers, Marina i Nàpols. Part d'aquest espai fou dedicat a l'actual camp de futbol. Més endavant un altre espai es va enjardinar tot creant el Parc de l'Estació del Nord i una altra gran part es reconvertí en l'actual terminal d'autobusos. L'estació del Nord fou remodelada per a acollir les disciplines de tennis taula durant els Jocs Olímpics (en els Paralímpics també fou utilitzada), i més endavant s'hi va instal·lar un gimnàs municipal i una comissaria de la guàrdia urbana. També es va prolongar el carrer Sardenya per sobre les vies mitjançant un pont. En l'última fase, s'enjardinà l'última zona que quedava abandonada tot ampliant el Parc pel nord-est fins als límits actuals.

## Equipaments culturals

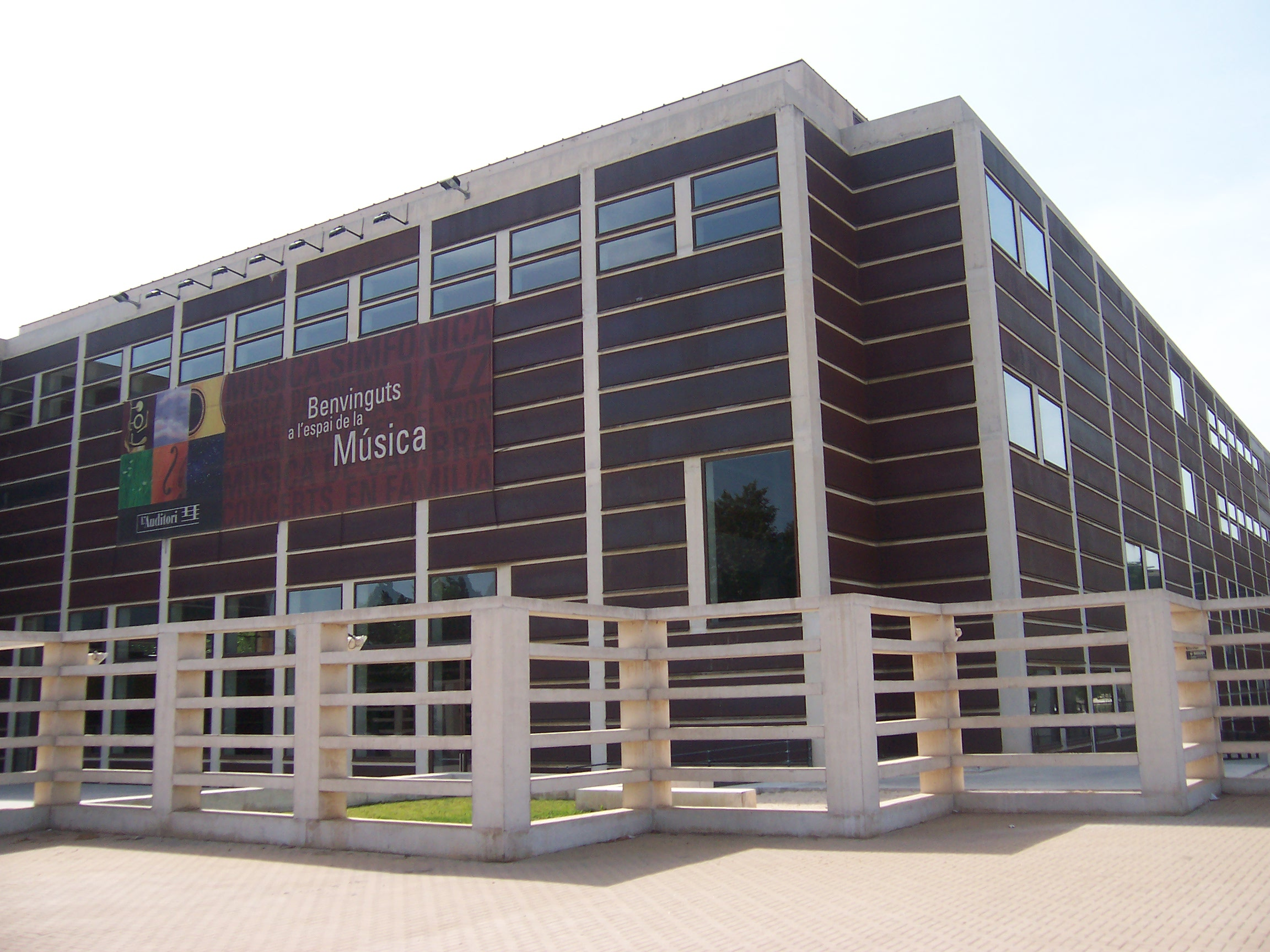
L'Auditori

El centre cívic del barri és la plaça del Fort Pienc, davant de l'illa d'equipaments a l'antiga illa AFO, entre els carrers de Ribes i d'Alí Bei. L'illa, és fruit d'una antiga i llarga reivindicació veïnal que acull nombroses instal·lacions socials (biblioteca, escola bressol, mercat, centre cívic, llar de gent gran...).
Al barri hi ha les biblioteques Arús (especialitzada en temes maçònics) i la biblioteca Fort Pienc Així mateix hi ha diverses escoles d'educació infantil, primària i secundària tant públiques com privades com el Col·legi Sagrat Cor de Jesús, que compartia part de les seves instal·lacions amb el Club Bàsquet Roser, école Francaise Ferdinand de Lesseps l'Escola Mireia, l'escola Pere Vila, l'escola Ramon Llull, l'escola Fort Pienc, l'Institut Fort Pius i l'institut Angeleta Ferrer. Pel que fa a l'educació superior hi ha l'Escola Superior de Música de Catalunya (ESMUC). El barri acull també els equipaments culturals del Teatre Nacional de Catalunya (TNC), l'Auditori (complex que inclou també de l'ESMUC i el Museu de la Música de Barcelona) i la nova seu de l'Arxiu de la Corona d'Aragó.

## Monuments

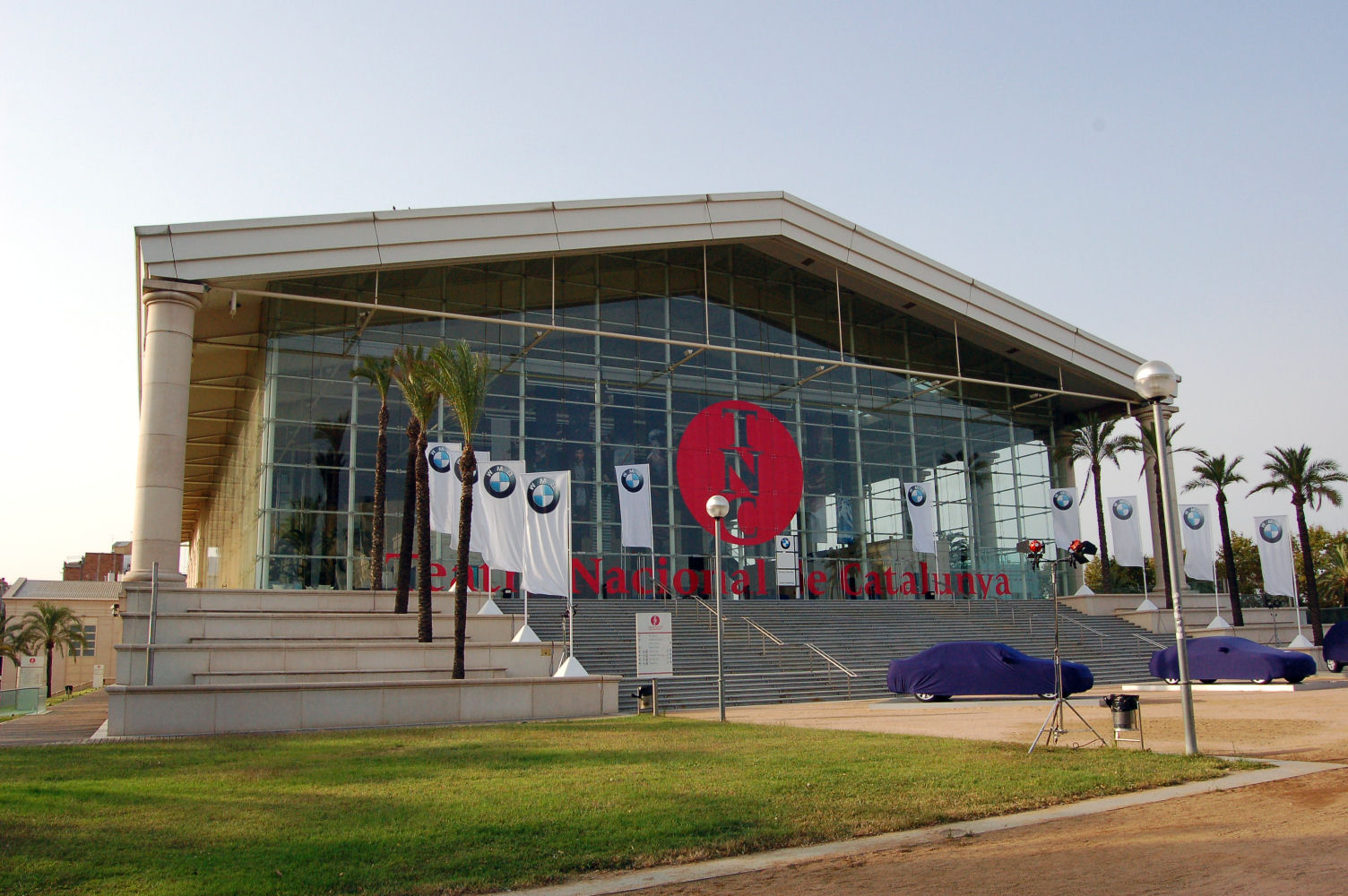
Teatre Nacional de Catalunya

A l'interior del barri, hi destaquen la Plaça de Braus de la Monumental, l'edifici històric de la companyia Central Catalana d'Electricitat (conegut també per Hidroelèctrica de Catalunya, posteriorment FECSA i actualment ENDESA), el Pont de Marina, el grup escolar Ramon Llull.
A l'adjacent barri de Sant Pere, Santa Caterina i la Ribera, prop de la frontera amb el Fort Pienc, hi destaquen l'Arc de Triomf de Barcelona, que fou l'entrada de l'exposició Universal del 1888 i el Palau de Justícia.

## Transport
El transport viari del barri està determinat fortament per l'entramat urbà quadriculat de l'Eixample. D'altra banda el barri està flanquejat per diverses avingudes com la Diagonal, la Meridiana, la Gran Via de les Corts Catalanes i pel Passeig de Sant Joan.
El barri disposa dels següents mitjans de transport públic:
- Metro:
  - d'Arc de Triomf (L1).
  - Marina (L1).
  - Glòries, estació propera al barri (L1).
  - de Tetuan (L2).
  - Monumental (L2).
  - Girona, estació propera al barri (L4).
  - Bogatell, estació propera al barri (L4).
- Tramvia, estacions properes al barri del Trambaix T4:
  - Marina.
  - Auditori | Teatre Nacional.
  - Glòries (T4 i T5).
- Ferrocarril:
  - Arc de Triomf, línies de Rodalies Barcelona i Mitjana Distància (R1, R3, R4, R7 i Ca4).
- Autobusos de TMB: 6, 7, 10, 19, 40, 42, 50, 51, 54, 55, 56, 62 i 141;
- Autobusos de Tusgsal: B21, B25, N0, N2, N3, N7, N9 i N11.

També es troba al barri una de les estacions d'autocars més importants de Barcelona, l'estació de Barcelona Nord que ocupa les antigues instal·lacions de l'estació del Nord, amb línies cap als aeroports de Girona - Costa Brava, Reus, i altres poblacions catalanes, espanyoles i internacionals.